# M24 Sniper Weapon System
M24 SWS (polno ime M24 Sniper Weapon System) je ena izmed najboljših ostrostrelnih pušk. Primarno jo uporabljajo specialne sile Združenih držav Amerike (od 1988) in izraelske oborožene sile (od 1997).

## Sistem
Sam sistem, ki tehta 24 kg, je sestavljen iz:
- repetirne puške,
- strelnega daljnogleda,
- mehanskih merkov,
- škatle za spravilo merkov,
- orodja za popravilo in nastavitve,
- škatle za spravilo orodja,
- nosilnega jermena,
- nožic in
- velikega zaboja.

## Zgodovina
M24 je bila razvita iz M21. Kljub uvedbi novih ostrostrelnih pušk (npr. M25) ostaja M24 SWS še zmeraj v oborožitvi specialnih sil KOV ZDA.

## Zasnova
M24 se od M21 razlikuje po cevi in kopitu.
Cev je bila težka, ročno kovana, iz nerjavečega jekla ter prevlečena z Rem-Toughom. Ker ima cev le 5 desnih zavojev, le-to pripomore k manjši deformaciji krogle, poveča hitrost krogle in podaljša življenjsko dobo same cevi.
Kopito je iz aramida, ojačenega z steklenimi vlakni in aluminijasto sredico. To omogoča boljšo trdnost in poveča stabilnost same puške med streljanjem.
Edini problem, ki zmanjša natančnost, je strelivo. Naboji v nabojniku morajo biti vstavljeni čisto do zadnje stranice nabojnika, saj drugače ne vstopajo pravilno v nabojišče, kar se prikaže v odstopu od tarče.